# Jone Takamäki
Jouni Kullervo "Jone" Takamäki, född 30 december 1955 i Helsingfors, död 15 juli 2025 i Helsingfors, var en finländsk kompositör, musiker, skådespelare och dramalärare. Han är en av Finlands mest uppskattade experimentella jazz-saxofonister, han har gjort musiken till och spelat i många filmer och undervisar i ljus, ljud och kreativt tänkande vid Teaterhögskolan i Helsingfors.

## Biografi

### Solokarriären
Jone Takamäki föddes i en musikalisk familj. Han började uppträda med ett eget jazzband, Jone Takamäki Trio, år 1978 och blev genast ett hett namn också utanför Finlands gränser. Redan innan sin första skiva fick han det prestigefyllda Pekka Pöyry-priset. 1981 och 1982 spelade han in två skivor, Jone Takamäki och Universal Mind, som gjorde Takamäki till en av de mest eftertraktade saxofonisterna i Finland. Båda fick superlativfyllda recensioner och speciellt Universal Mind visade tydligt hans musikaliska bredd med indiska influenser. Sin musikaliska skolning hade han fått på Pop & Jazz-konservatoriet och genom privatlektioner i USA.

### Filmmusiken
1982 gav Takamäki sig ut på sin första Europaturné och grundade gruppen Roommusklahn med basisten Antti Hytti, pianisten Jarmo Savolainen, trummisen Tom Nekljudov och det gryende gitarrgeniet Raoul Björkenheim. Under slutet av 1970-talet och början av 1980-talet studerade han också vid Teaterhögkolan i Helsingfors, därifrån han blev klar 1983. Han medverkade i ett antal filmer, i regi av bland annat Aki Kaurismäki och Jouko Turkka. 1985 bytte han ut skådespelarrollen mot musikerollen.
Under slutet av 1980-talet koncentrerade han sig mig på att skriva filmmusik, men spelade också in tre skivor med gruppen Sleepy Sleepers. Han turnerade i Sverige med sin bror Sam Yaffa, Pelle Almgren och gruppen The Babysharks och spelade in en skiva med Andy McCoy.

### Krakatau & Suhkan Uhka
Takamäkis andra fotspår i jazzvärlden kom då han blev rekryterad till den experimentella jazzgruppen Krakatau, igen tillsammans med Björkenheim. Han spelade in två skivor med dem och turnerade internationellt. Innan dess hade han arbetat en kort tid med Edward Vesalas Sound & Fury-workshop och tillbringat en sommar i Bali för att utforska den lokala musiken. På 1990-talet fick han också jobb som lärare i ljud och kreativt tänkande på Teaterhögkolan.
Krakatau lades tillfälligt på hyllan år 1997 och Takamäki grundade gruppen Otná Eahket (samiska för "i natt") tillsammans med Antti Hytti och Tom Nekljudow. Mot slutet av 1990-talet utökades gruppen och blev till Suhkan Uhka, som förutom de tre ursprungliga medlemmarna bestod av bland annat saxofonlegenden Juhani Aaltonen och trumpetistesset Verneri Pohjola. Suhkan Uhka spelade in en kritikerrosad skiva år 2000. 
De senaste åren har Takamäki koncentrerat sig på sin undervisning och livespelningar med bland annat Suhkan Uhka.

## Takamäkis grupper
- Jone Takamäki Trio
- Sleepy Sleepers
- Roommusklahn
- Sound & Fury
- Himalaja
- Krakatau
- Otná Eahket
- Suhkan Uhka

## Diskografi
Album i urval
- Jone Takamäki (solo, 1981)
- Universal Mind (solo, 1982)
- Sleepy Sleepers sings Matti ja Teppo (Sleepy Sleepers, 1986)
- Rock'y VI - pölkyllä päähän (Sleepy Sleepers, 1986)
- Turakaisten paratiisi (Sleepy Sleepers, 1988)
- Too Much Ain’t Enough (Andy McCoy, 1988)
- Volition (Krakatau, 1991)
- Matinale (Krakatau, 1993)
- Hectorock II (Hector (musiker), ?)
- Normaalien Maihinnousu (YUP, 1999)
- Suhkan Uhka (Suhkan Uhka, 2000)

## Filmografi
- Sadetanssi (Skådespelare, 1983)
- Jon (Skådespelare, 1983)
- Huhtikuu on kuukausista julmin (Skådespelare,1983)
- Rakkauselokuva (Skådespelare,1984)
- Kello (Skådespelare,1984)
- Ylösnousemus (Skådespelare,1985)
- Nasser-järven kalastajia (Musik, 1985)
- Kastematojen aika (Musiker, 1985)
- Fustatin Lapsia (Musik, 1985)
- Calamari Union (Musik, 1985)
- Born American (Skådespelare, 1985)
- Ursula (Musiker, 1986)
- Tropic of Ice (Musiker, 1987)
- Tiliteko (Musiker, 1987)
- Valkoinen nainen (Skådespelare, 1989)
- Anni tahtoo äidin (Skådespelare, 1989)
- Tie naisen sydämeen (Musiker, 1997)
- Urpo & Turpo-serien (Musik, 1997)
- Pre Kalevala (Musik, 1997)
- Palkkasoturi (Skådespelare, 1997)
- Wanted (Musik, 1998)
- Omat askeleet (Musiker, 1998
- Eros ja Psykhe (Skådespelare, 1998)
- Turkkilainen shakkikone (Musiker, 2001)